# シュコダ30.5cm臼砲
シュコダ30.5cm臼砲（シュコダ30.5センチきゅうほう、Škoda 30.5 cm Mörser M. 11）とは、第一次世界大戦でオーストリア＝ハンガリー帝国によって開発された攻城用臼砲である。

## 概要
ベルギーとイタリアに建設されている要塞を破壊するためにシュコダ財閥によって開発された。
開発は1906年から始まり1909年まで続いた、1910年にはハンガリーで密かに実験が行われた。
モーリッツ軍務大臣によって24門が発注された。

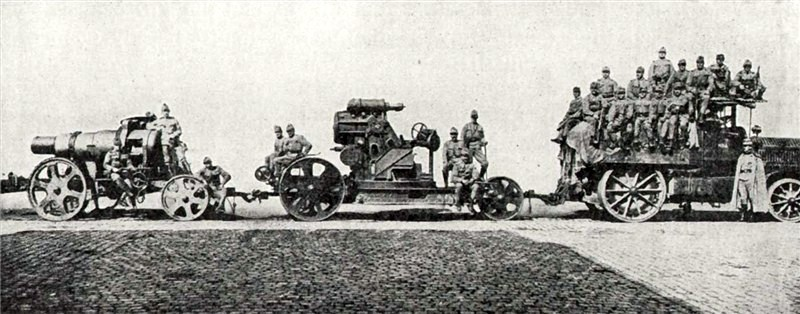
輸送中 1914年

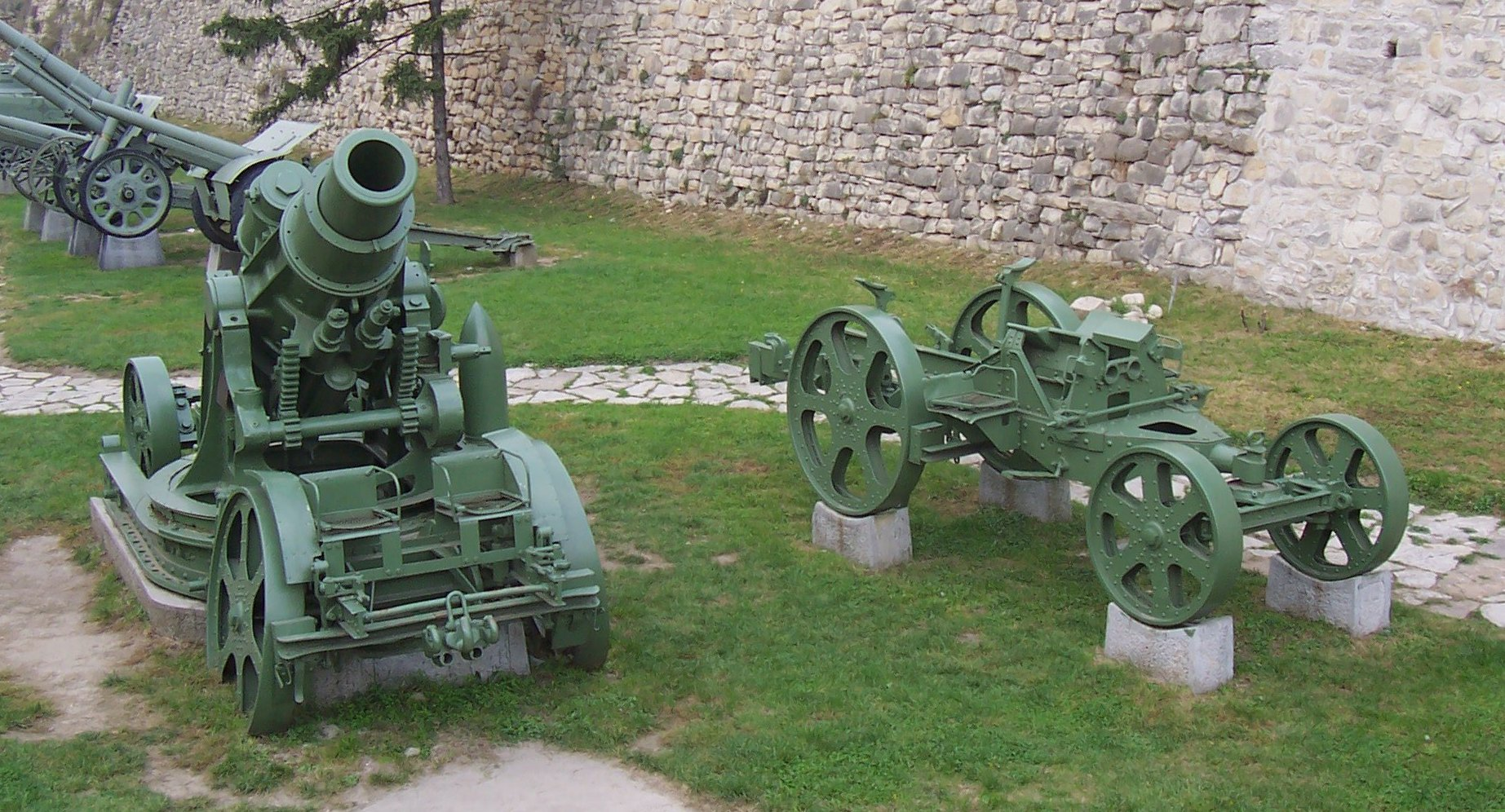
臼砲と輸送用の荷車。輸送の際砲身は本体から取り外され、荷車に載せられた。

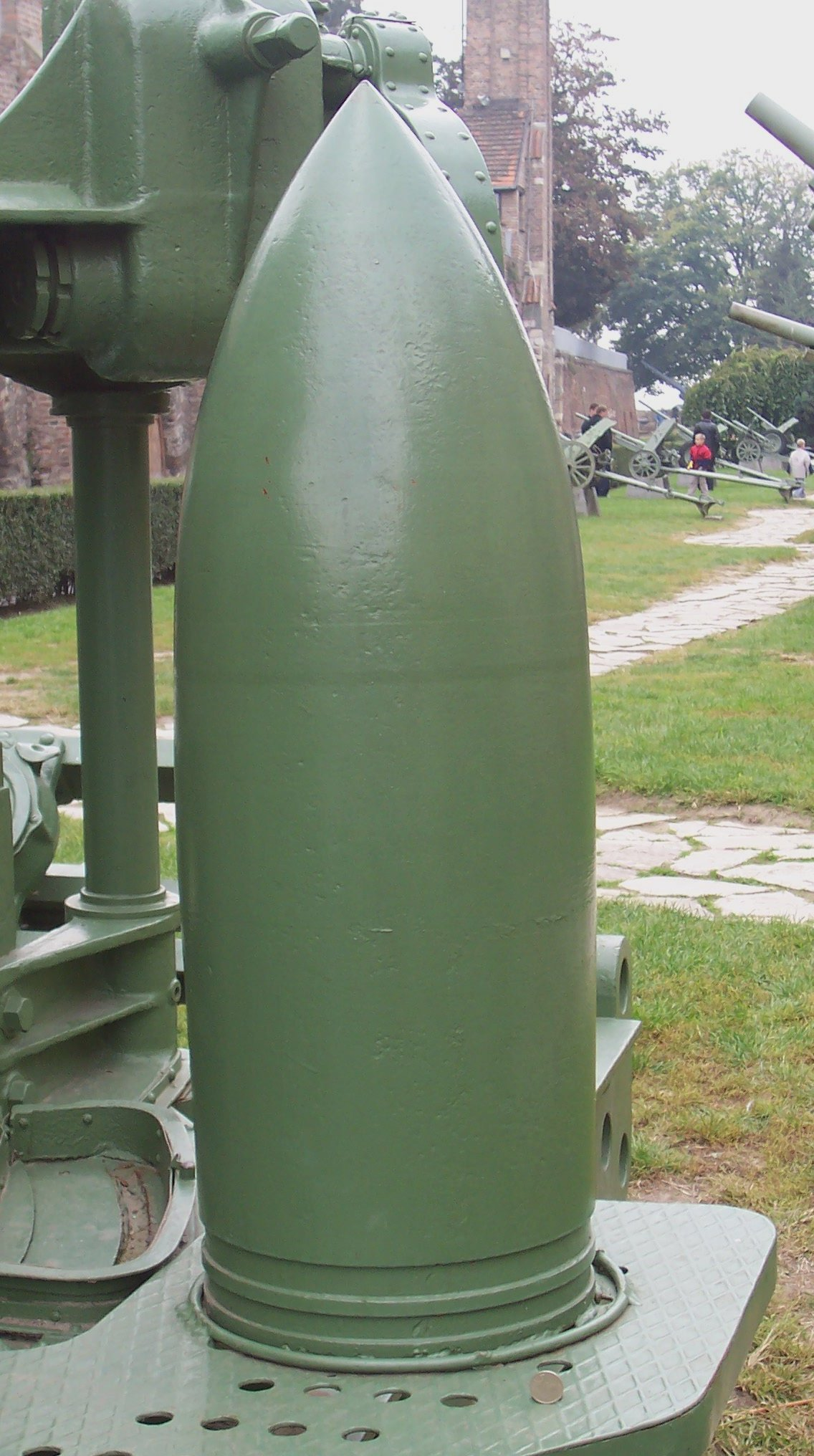
砲弾

砲はアウストロ・ダイムラー（en:Austro-Daimler）製の15トン・トラクターによって砲身と砲台に分解して輸送された。
50分で射撃準備が完了するのは当時の大口径砲としては素早く、移動能力に優れていた。
砲弾には重弾（384kg）と軽弾（287kg）の二種類があり、重弾は厚さ2メートルの鉄筋コンクリートを貫通することができた。
軽弾は半径400メートルもの殺傷半径を持ち8メートルものクレーターを生み出した。
砲撃には15から17人の砲兵を必要として1時間に10～12発を発射することができた。
1914年の第一次世界大戦においては、ドイツ軍に一時貸与された30.5cm臼砲はリエージュ攻略戦において、ドイツ・クルップ製の420mm榴弾砲ディッケ・ベルタ（ビッグ・バーサ）と共にリエージュ市周囲の保塁を砲撃している。